# Châteauneuf-sur-Epte
Pour les articles homonymes, voir Château de Châteauneuf.
Châteauneuf-sur-Epte est un ancien château sur motte qui aurait été fondé en 1097 par le duc de Normandie et dont les vestiges se dressent sur la commune française de Château-sur-Epte, dans le département de l'Eure, en région Normandie. Il faisait partie des châteaux ducaux contrôlant l'Epte, frontière avec le domaine royal. Sous Henri II Plantagenêt, le château fut considérablement fortifié.
Les vestiges bâtis et non bâtis de l'ensemble castral font l'objet d'un classement au titre des monuments historiques par arrêté du 16 juin 1998.

## Localisation
Les vestiges du château, se dressent sur le rebord du plateau du Vexin normand, au centre du bourg de Château-sur-Epte, dans le département français de l'Eure. Situé en aval de Gisors, le château surveillait à la fois la frontière franco-normande et son franchissement, à peu de distance, par la route de Paris à Rouen.

## Le château actuel

### Description
Jean-Olivier Guilhot, archéologue et conservateur en chef du service régional de recherches archéologiques de Picardie, et Marie-Pierre Feuillet, également conservatrice en service régional de l'archéologie, comparent Châteauneuf-sur-Epte au château de Freteval. Pour eux, le château est « une transposition en pierre du château à motte ».

Le castellologue Jean Mesqui décrit le château comme tel : 
« Le château a conservé sa structure du XIe siècle, constituée par une grande plate-forme fossoyée circulaire, d'environ 70 m de diamètre [dans laquelle se trouvait la basse-cour] ; à son raccordement avec le plateau est implantée, sur le point le plus élevé, une énorme motte tronconique de près de 50 m de diamètre au sol. Il s'agit d'un ensemble motte et basse-cour tout à fait spectaculaire, primitivement couronné de palissades et d'une tour en bois. Il s'agit d'un ensemble motte-basse-cour tout à fait spectaculaire [...]. » 

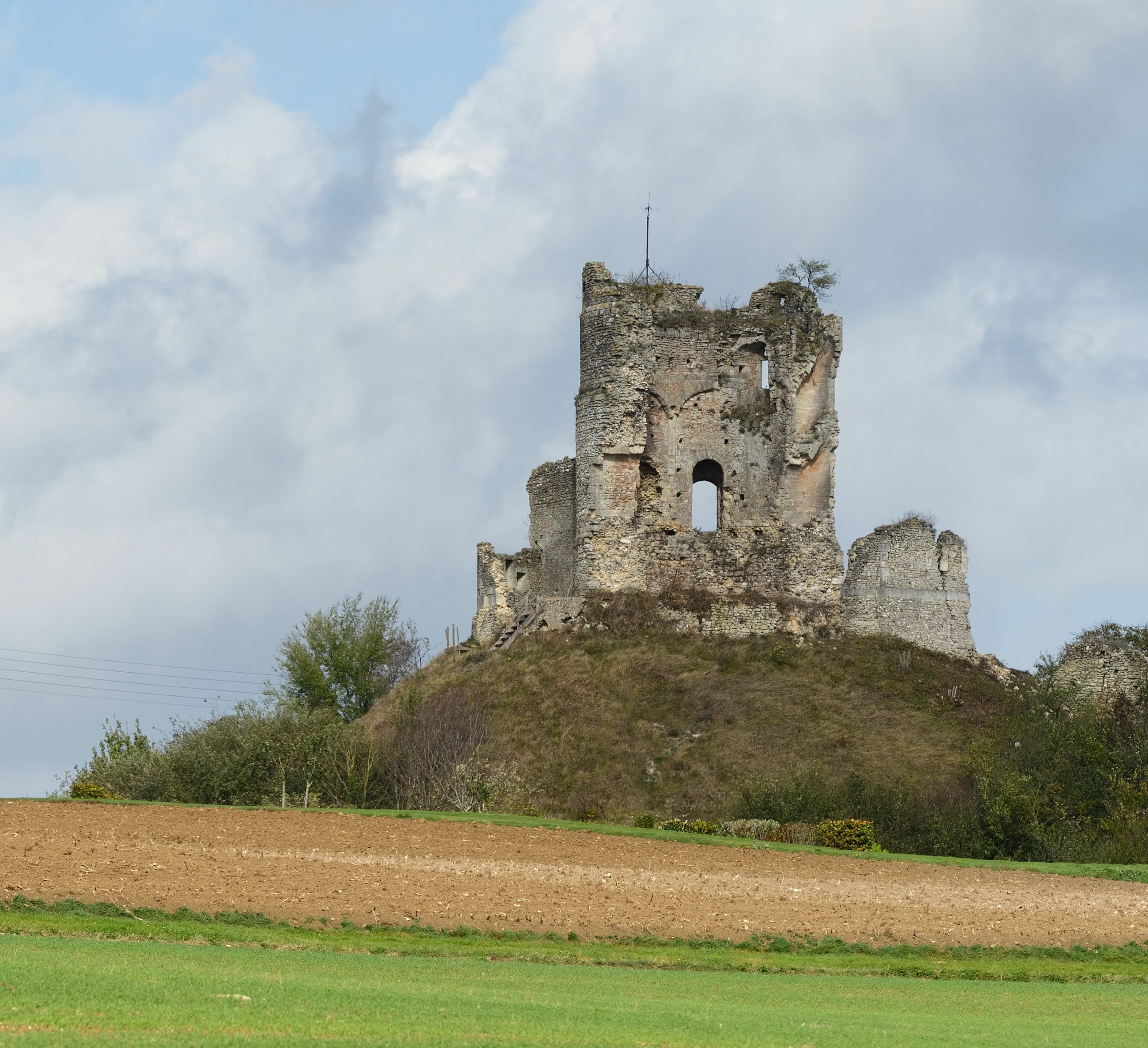
Donjon du Châteauneuf-sur-Epte vu depuis le village de Château-sur-Epte.

Une source datant de 1903 précise que le matériau utilisé pour la construction est du calcaire travertin, « qui se forme ordinairement sous le sol des vallées par le dépôt de molécules calcaires sur les racines ou les débris de plantes, [et] ne se trouve pas dans la contrée : on ignore d'où l'on en a tiré une masse aussi considérable ».
Le site est caractéristique des châteaux à motte et basse-cour parmi les plus nombreux et reprend le schéma dit en tenailles. L'enceinte de la basse-cour circulaire à deux tours-portes vient en effet se refermer sur la motte à tour maîtresse et chemise.
La basse-cour accueille un pigeonnier, dont une première existence est attestée en 1412.

Pour l'archéologue Bruno Lepeuple, l'ouverture de la tour-porte ouest est postérieure à la construction du château. Il affirme que la première porte était la tour-porte est, ouverte vers le bourg. Pour lui, cette tour-porte telle qu'elle existe aujourd'hui aurait été construite sur une construction quadrangulaire antérieure, dont quelques restes subsistent. La tour-porte ouest telle qu'elle existe aujourd'hui ne présenterait pas d'éléments de chronologie relative, c'est-à-dire qu'elle aurait été érigée à un moment coïncidant avec la reconstruction de la tour-porte est, et pas modifiée depuis.

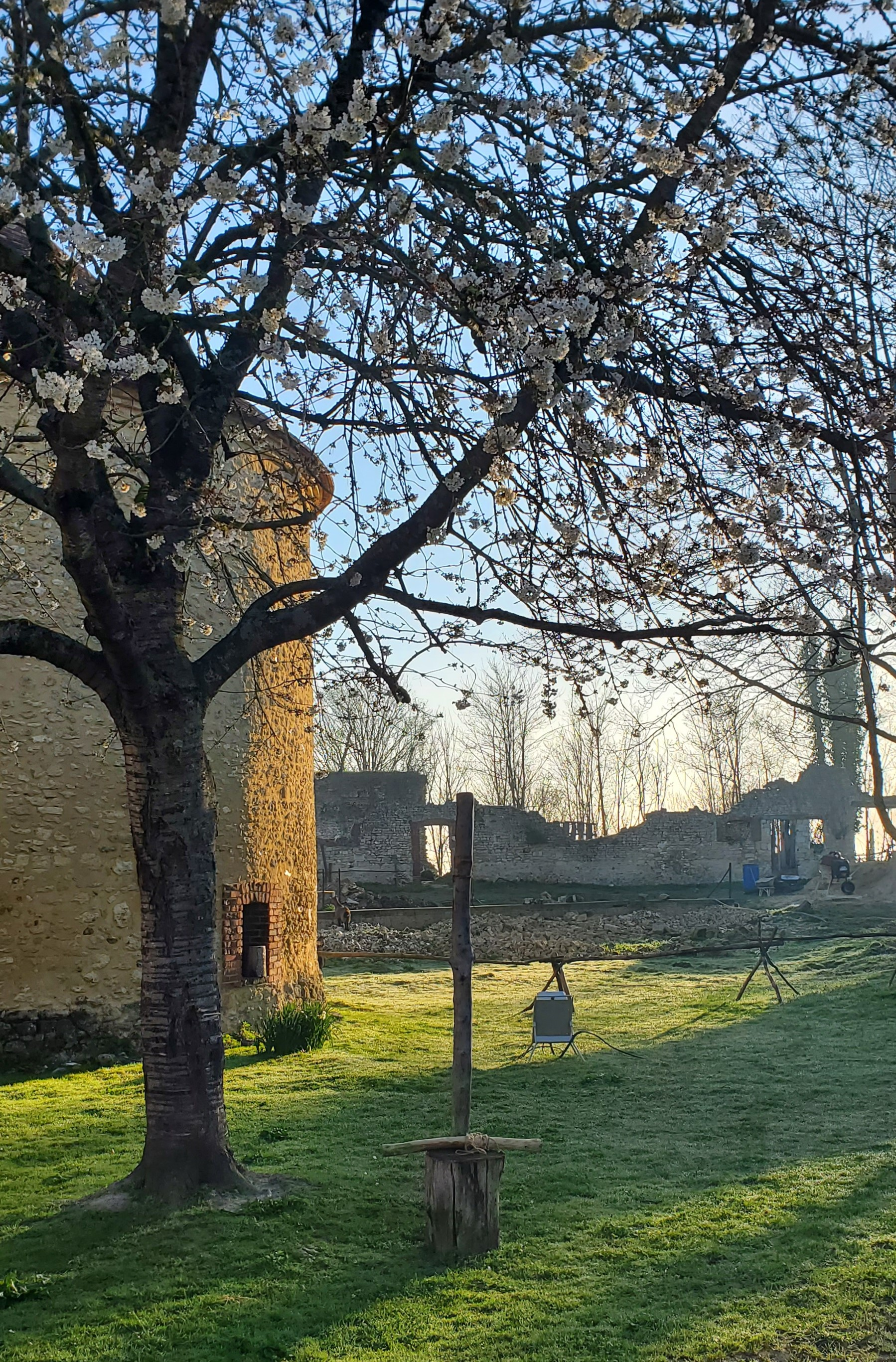
Basse-cour, vue sur le pigeonnier et les communs.

### Préservation et restauration du site
Courant 2015, l'association Héritage Historique s'engage pour la préservation, la restauration et l'animation de la vieille forteresse qui tombait jusque-là en ruine. Dans la première année, l'association compte 37 membres et une soixantaine de bénévoles, qui commencent en 2016 par plus de six mois de défrichage,. En effet, le terrain était alors envahi par un trop-plein de végétation qui endommageait les espaces.

Les premiers travaux de maçonnerie sont entamés en 2017 et sont suivis en 2019 par de gros travaux, comme la consolidation de la tour-porte ouest. Les bénévoles ont la possibilité de participer aux chantiers le second week-end de chaque mois ou lors de chantiers organisés en partenariat avec l'Union Rempart chaque mois de juillet et d'août.

Exemple d'activités menées par les bénévoles
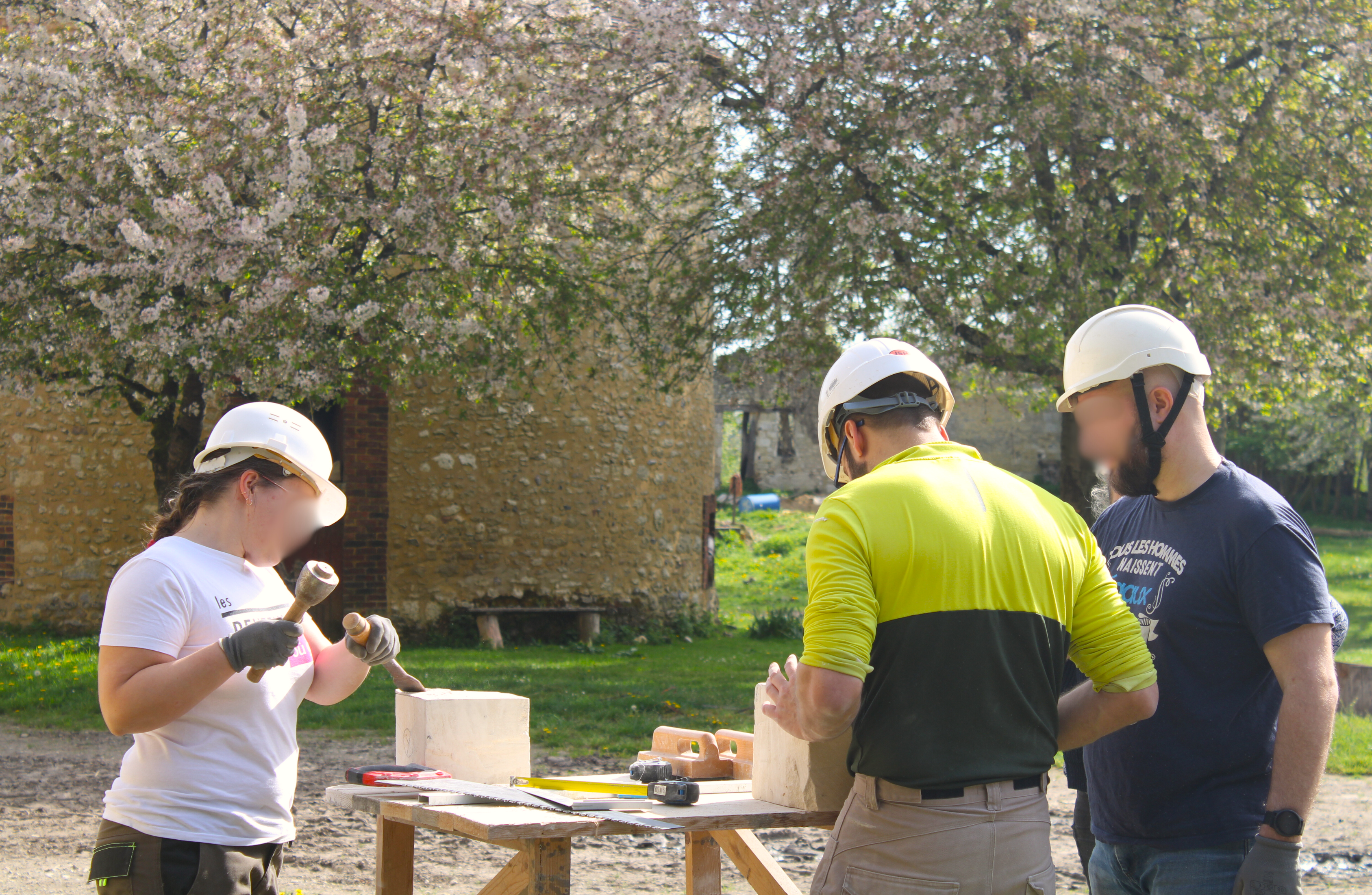
Atelier de taille de pierre au Châteauneuf-sur-Epte.
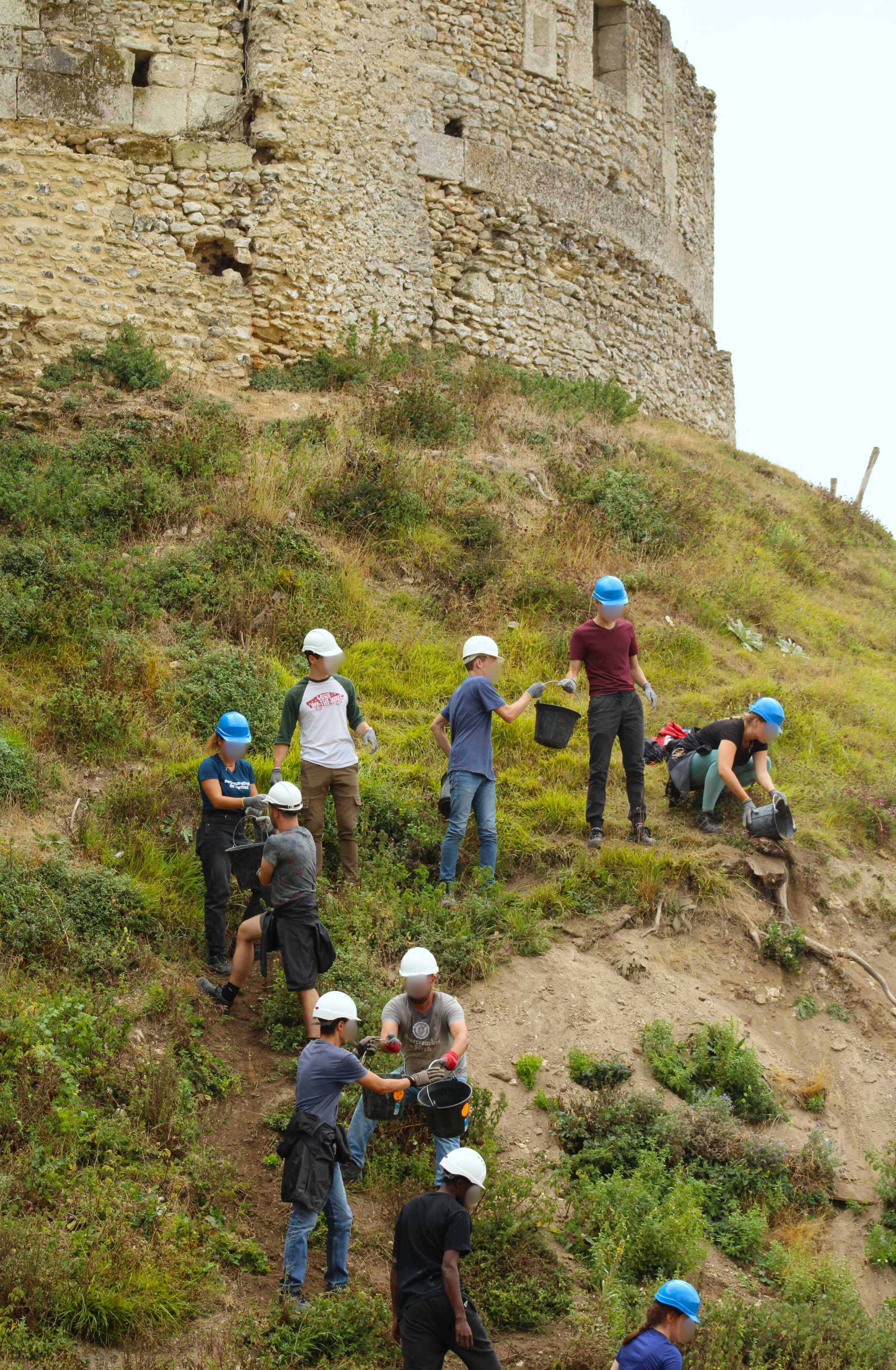
Remblaiement de la motte castrale par un groupe de bénévoles.
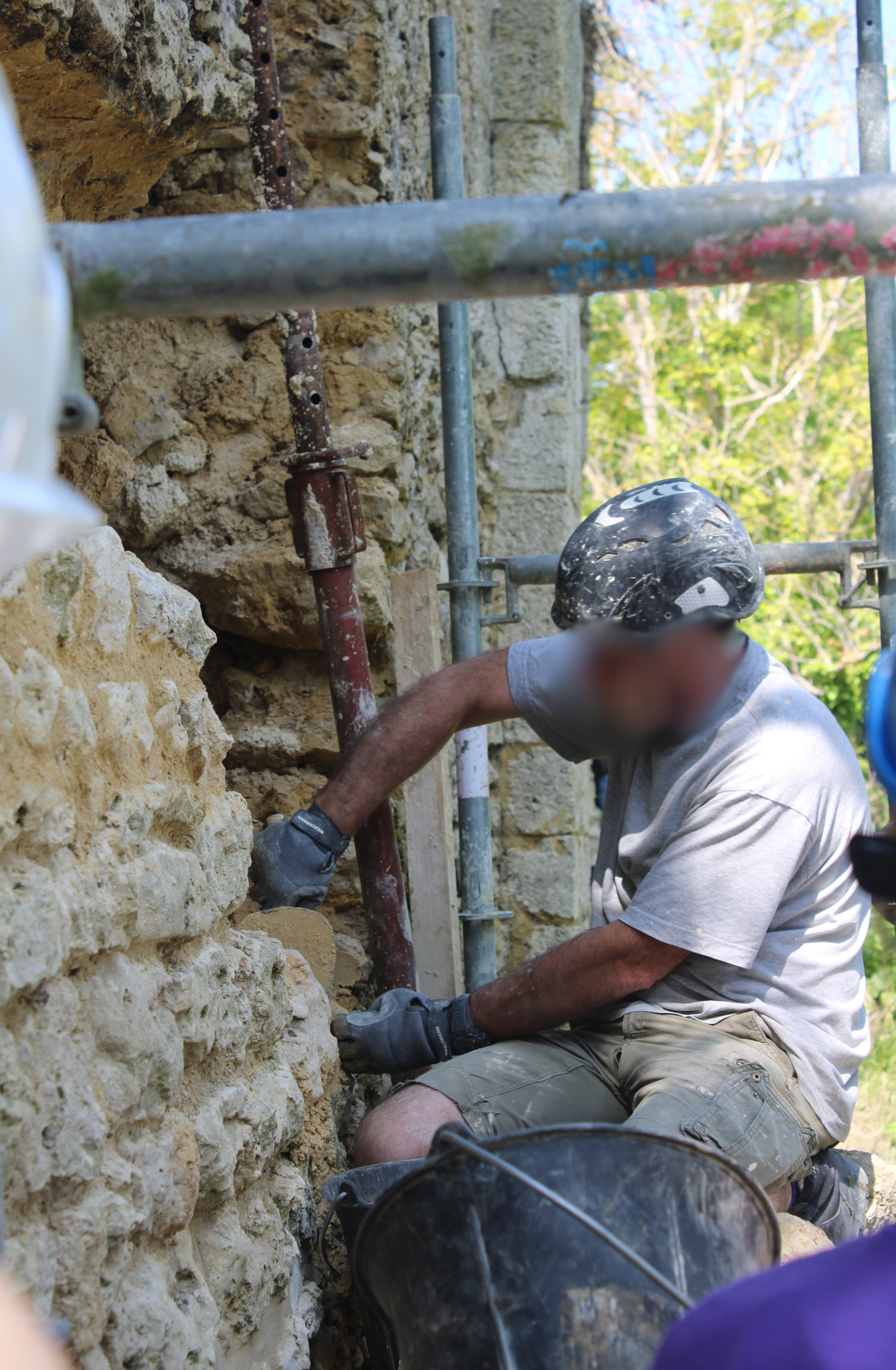
Un maçon fait une démonstration lors de la restauration de la muraille.
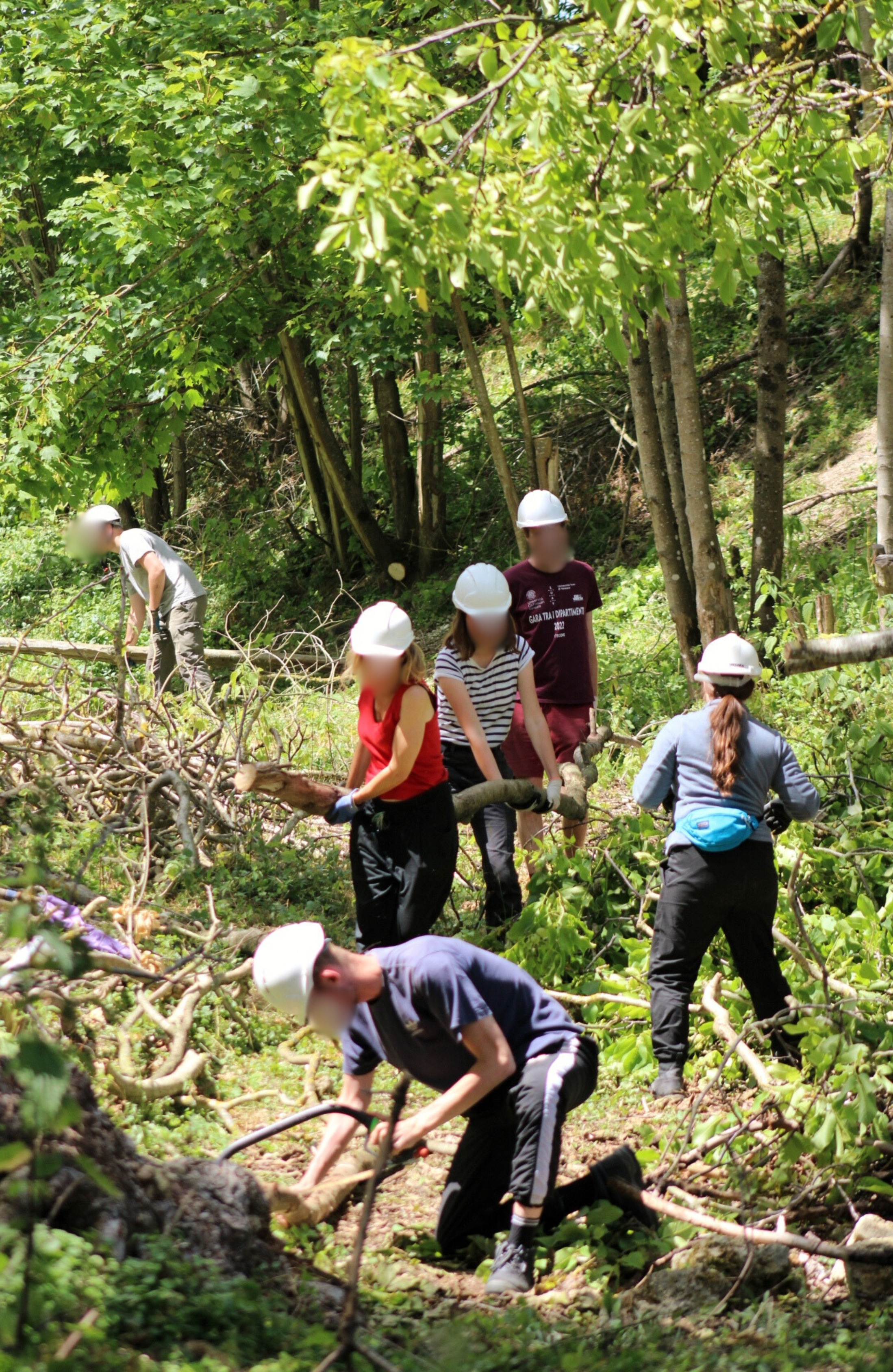
Défrichement des fossés par des bénévoles.

La restauration du château fait partie des projets retenus du loto du patrimoine 2020. Ainsi, en 2021, la Mission Patrimoine (déployée par la Fondation du patrimoine) octroie une aide d'un montant de 244 000 euros à l'association. Cette aide, qui concerne la restauration de la tour-porte ouest, de la courtine, de la muraille sud ainsi que du logis, est estimée à 30,88 % du coût total des travaux.
Le projet de restauration a pour but une ouverture au public, avec l'intégration d'évènements comme des fêtes ou marchés médiévaux.

## Histoire

### Fondation
Le site sur lequel Châteauneuf-sur-Epte a été érigé s’appelait à l'origine Fuscelmont et était rattaché à l'abbaye de Saint-Denis. La zone apparaît aussi sous le nom de « Fuscelmont-sur-Epte », « Fuscellimontem propre Eptam » en latin. Fuscelmont pourrait signifier « le mont des Hêtres » ou, plus vraisemblablement, « le mont des silex ». Le mot fuscel serait en effet issu du mot focile, désignant les silex.
Sur ce terrain, Guillaume le Roux, fils du Conquérant, construit un premier château à la fin du xie siècle pour renforcer sa frontière de l'Epte. Ce premier château prend place en limite entre le duché de Normandie et le royaume de France. En 1050-1060, une charte de l'abbaye de la Trinité-du-Mont de Rouen et relative à des villages proches du site du Châteauneuf est signée par un certain Hugues de Fuscelmont.

### Moyen Âge

#### XIIesiècle: la naissance d'une place forte
C'est Henri Ier qui construit le château prenant le nom de Château-Neuf, comme le précise une charte datant de 1154 annonçant que : « le Château-Neuf avait été élevé par Henri Ier sur la place de l'ancien château de Fuscelmont ». La forme cylindrique que le château adopte apparaît à cette époque. Cette forme est un choix stratégique, puisqu'elle ne possède pas d'angle morts, elle est moins sensible aux béliers et projectiles et elle nécessite moins de maçonnerie. Au cours de prospections au niveau de l'église Saint Martin, située à 800 mètres du château, un mobilier céramique datant du Xe - début XIIe siècle a été mis au jour. Cette production pourrait avoir un lien avec la création du château.

En 1119, Louis VI le Gros assiège le château. Au quinzième jour, apprenant qu'Henri Ier aurait brulé la ville d'Evreux, il abandonne le site en précipitation, ne laissant que les huttes enflammées de ses soldats,. Le château était alors défendu par Gautier Riblard, comme le raconte ce passage écrit en 1612 :
« Sur ces entrefaites Louis le Gros assiège le Château de Dangu [...]. Dangu brulé, le Gros porte ses armes devant le Neuchaftel [Château-sur-Epte], que Guillaume le Roux aurait fait bâtir à Faufelmont [Fuscelmont] près d'Epte, ce dessein ne fut regardé de la fortune, car le Capitaine Gautier Riblard & ses soldats, lui résistèrent généreusement & l'offensèrent à coups de flèches, Enguerrand de Trie, en reçut une au-dessus de l’œil, laquelle lui ôta l'usage de raison, et enfin la vie. Quinze jours s'étaient passés en ces exercices de Mars, quand le Gros aduerty [ourdit ?] du malheur d'Evreux et sollicité par Amaury, lève le siège & retourne en France faire lever de nouvelles forces, puis revient à Andely [Les Andelys]. » (texte adapté au français moderne pour en faciliter la compréhension).
En août 1151, Henri II Planagenêt alors duc de Normandie cède le Vexin normand à Louis VII. Parmi les châteaux et forteresses du territoire, le document d'abandon mentionne le château sous le nom de « Château-Neuf ». Louis VII donne le site à l'abbaye de Saint Denis en 1153,,. Le but de ce don est d'extraire le château de l'influence de l'évêché de Rouen, qui était alors contrôlé par le roi d'Angleterre. En 1153, Louis VII accorde au village autour du château le droit de tenir un marché chaque vendredi. Selon Laurence Bougant, cette faveur vise à « à donner de l'importance à cette place forte et à permettre l'accroissement du village », ce qui montre « l'enjeu politique de Château-sur-Epte avec sa position stratégique en tant que château frontière ». Le village et le château, érigés à peu près à la même époque, étaient en effet étroitement liés et interdépendants. En 1154, une charte d'Hugues, archevêque de Rouen, accorde à la demande de l'abbé de Saint-Denis, Eudes, la protection de l'Église à ceux qui fréquenteront le marché établi par le roi.
L'apparition d'un bourg castral autour du château est, pour l'archéologue Bruno Lepeuple, une typologie courante pour l'époque et la région. Elle s'explique par la volonté de la population de fuir l'insécurité et de se rapprocher de places fortes. Il montre d'ailleurs que les terminologies utilisées lien la création du bourg à celle du château, puisqu'on appelle le château castrum et le bourg castellum. Il révèle également la probable existence d'un moulin à eau en contrebas du bourg, preuve de l'activité économique engendrée par le château et, en conséquence, le bourg.
Vers 1180, le château est renforcé sous l'impulsion d'Henri II Plantagenêt. Il était en effet repassé du côté anglais en 1160 à la suite du mariage de son fils avec Marguerite de France : en guise de dot, Henri II reçut les forteresses de Gisors, Neaufle et Châteauneuf. Au moins deux périodes de travaux ont lieu, en 1180 et 1184, au cours desquelles Henri II modifie le plan du château, et renforce l'appareil de défense extérieur. On peut lui attribuer l'ajout d'une herse, de mâchicoulis et d'une forme d'ogive à l'archivolte à la porte principale, ainsi que la création de la tour-porte et du fossé intérieurs. En 1184, les travaux sont les suivants : les murs autour de la motte sont surélevés, une tourelle est construite devant la porte de la tour, un mur séparant la basse-cour du château est érigé, et les habitations et la chapelle du château sont rénovés. La chapelle castrale, qui ne subsiste pas au XXIe siècle, est un élément intriguant dont la taille varie généralement en fonction de la taille du château. Elle peut ainsi aller d'un « simple oratoire ménagé dans une construction à un édifice indépendant ».
Henri II fait ériger un autre château vers Neaufles : en conséquence, on nomme Châteauneuf « Château-Neuf-en-Vexin » ou « Château-Neuf de Saint Denis ».

En 1188 ou 1192, Philippe-Auguste prend une partie de la région dont faisait partie le château,. En 1194, dans un contexte de fortes tensions entre les deux souverains, une convention entre Philippe-Auguste et Richard Cœur de Lion est signée :
« Au nom de la Très-Sainte-Trinité, Philippe, par la grâce de Dieu, roi des Français, faisons savoir que la paix vient d'être conclue entre notre ami Richard, illustre roi des Anglais, et nous. [...] Nous lui abondonnons [sic] ainsi qu'aux héritiers mâles qu'il aura de sa femme, Gisors, le Château-Neuf autrefois Fuscelmont et le Vexin, mais s'il meurt sans enfant mâle, tous ces domaines feront retour au duché de Normandie et si le roi d'Angleterre laisse plusieurs enfants mâles, nous voulons que l'aîné tienne de nous tout ce qu'il possédera et devienne notre vassal [...]. ». 
Cette convention est rompue après le retour de croisade de Philippe-Auguste. Il récupère le Vexin et rend le château à l'abbaye de Saint-Denis, qui l'échange avec Thibaut de Garlande en 1196 contre la gruerie de la forêt d'Arthie,,. Thibaut de Garlande est un vassal du roi de France : il prête hommage lige au roi, ce qui garantit que le château reste du côté français. À cette époque, la Normandie ayant été intégrée au domaine royal, le château perd temporairement son intérêt défensif.

#### XIIIesiècle
À la mort de Thibaut de Garlande en 1210, son frère Guillaume hérite du château. Ce dernier revient à la fille de Guillaume, Jeanne, épouse de Guy le Boutellier puis, en seconde noces, de Jean de Beaumont.

Le Pouillé d'Eudes Rigaud, en 1237, précise que l'église du château était déjà dédié à Saint-Martin. Les habitants du village se plaignent d'ailleurs de l'éloignement de cette église, qui se trouve à l'écart du village, dans des champs, ainsi que des vandalismes subis par cette dernière. La seigneurie du Châteauneuf avait par ailleurs le contrôle sur la paroisse de l'église Saint-Martin, même si le seigneur disposait d'une chapelle à l'intérieur du site castral.

L'église (puis chapelle) Saint-Martin
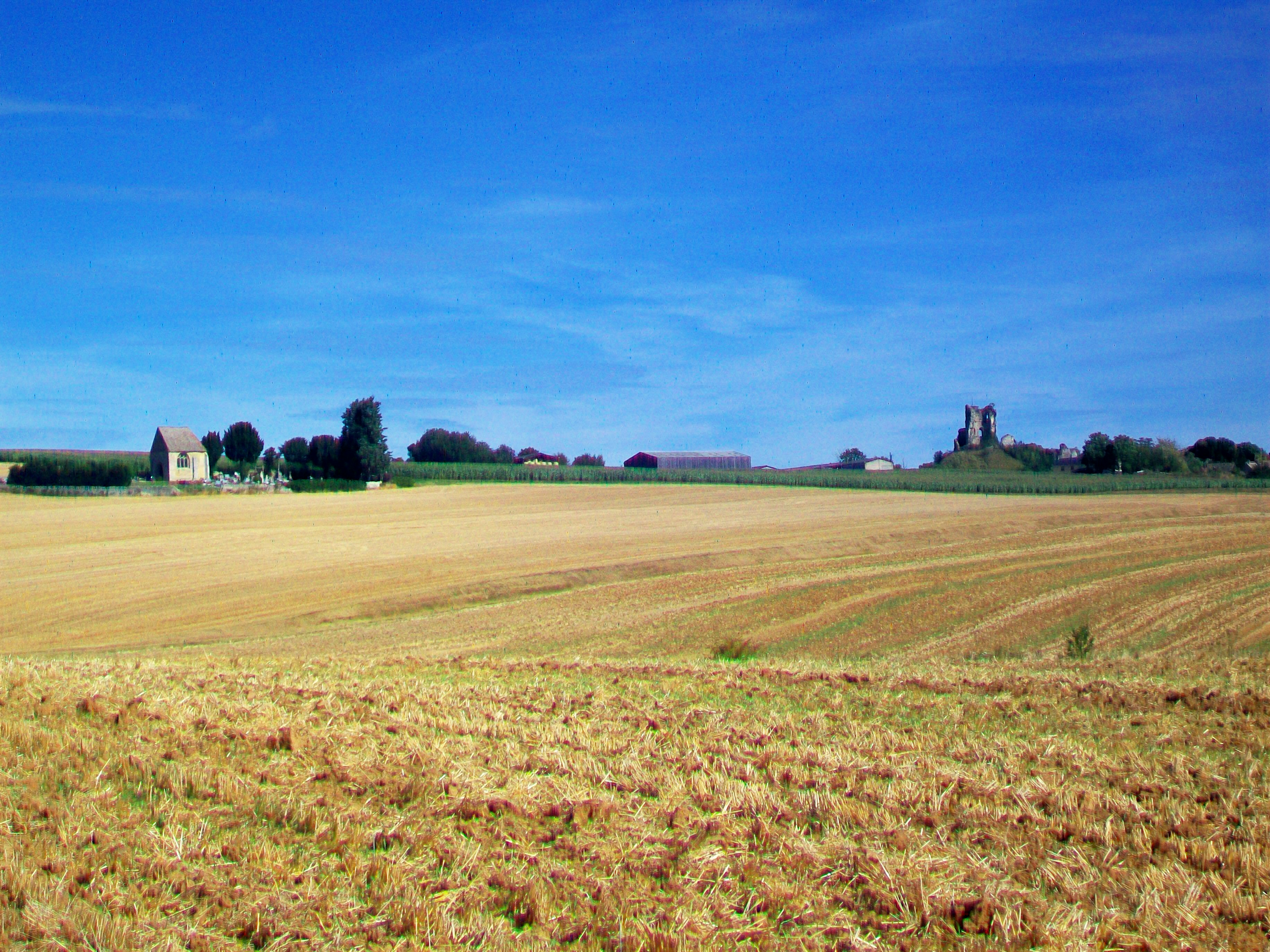
À gauche, la chapelle Saint-Martin, autrefois église. Au second plan à droite, le donjon aujourd'hui ruiné. Le village, hors champ, se trouve à droite de l'image.
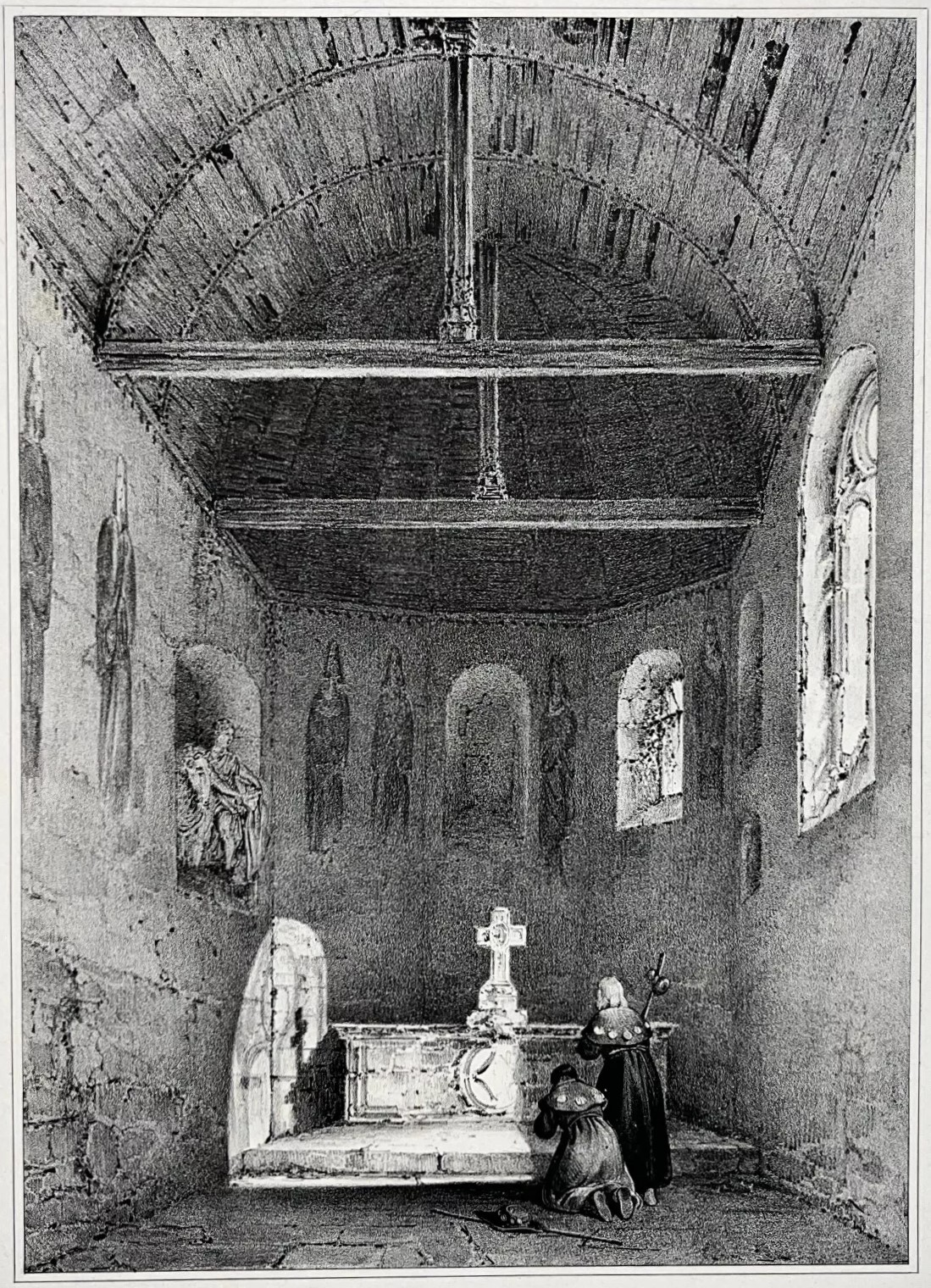
Lithographie du XIXe siècle montrant l'intérieur de la chapelle Saint-Martin.

#### xive–xvesiècles: la guerre de Cent Ans
Le château est à nouveau renforcé pendant la guerre de Cent Ans, où il balance entre plusieurs camps.
En 1341, le château est toujours habité par la famille de Beaumont. Un acte du Parlement de Paris datant de 1341 raconte que Jeanne de Courcelles, alors dame de Châteauneuf-sur-Epte et veuve du chevalier Louis de Beaumont, avait demandé la dessaisie de ses héritages en faveur de ses enfants. Ce qu'elle présentait comme une preuve d'amour et d'affection envers son défunt mari fut refusé car ses enfants étaient mineurs, et elle fut ressaisie de ses biens. L'Histoire généalogique d'Anselme de Sainte-Marie mentionne Louis de Beaumont : « seigneur de Clichy et de Courcelles la Garenne près de Paris, maréchal de France ».

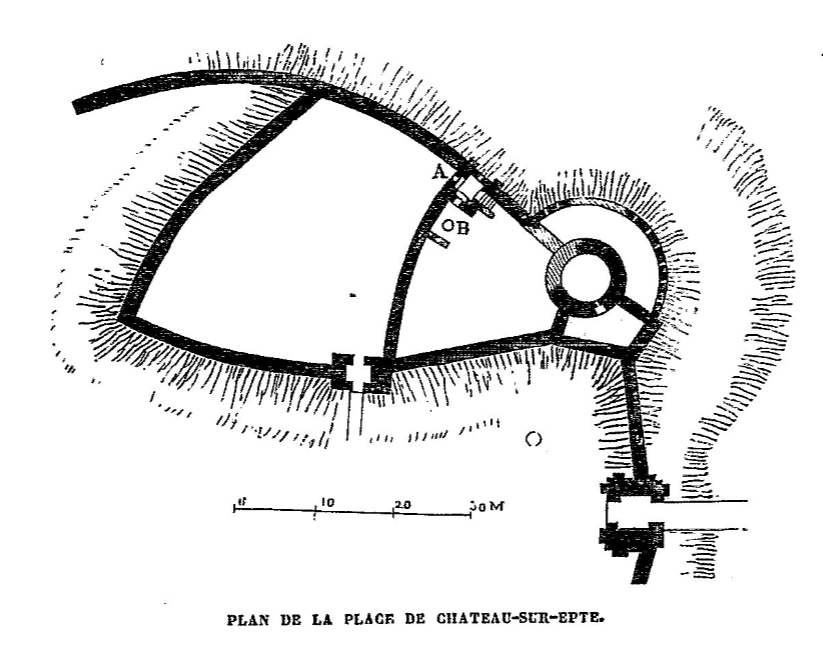
Plan de la cour noble en 1867.

Charles le Mauvais prend le château en 1350, puis le perd temporairement aux mains du maréchal de Boucicaut. Le château revenu dans les mains anglo-navarraises, le comte Guillaume de Maçon y est tenu prisonnier pendant quatre mois, entre 1358 et 1359. Charles le Mauvais le quitte définitivement en 1361, au profit des français. Cette occupation par les français fut courte, car le royaume de Navarre reprit le château en 1364.
Après avoir été récupéré par les français en 1364, le château est propriété de la famille De La Porte dès le début du XVe siècle. Un aveu de Jean de la Porte (2e du nom) de 1412 donne des précisions sur l'état du château. On y apprend que le site comprenait, entre autres, un colombier à pied, des granges et le presbytère de l'église Saint-Martin, lesquels se trouvaient probablement dans la basse-cour du château.
Le château, aux côtés de celui de Gisors, tombe aux mains des anglais après la bataille d'Azincourt. En 1422, le château est assiégé par les ducs d'York et de Bedford. Il aurait été pris d'assaut en 1437 par l'Anglais John Talbot accompagné d'une troupe comptant, entre autres, 200 lances,.
Le château redevient français à la fin de la guerre. En 1456, le château était à nouveau français et toujours dirigé par la famille De La Porte, en l'occurrence par le seigneur Philibert de la Porte.

#### XVIe–XVIIIesiècles: la fin d'un château seigneurial
Toujours dans la famille De La Porte, devenu propriété de Philippe de la Porte (veuve de Charles du Bosc), le château fut racheté en 1587 par Nicolas de Neufville.
Le château reste propriété des De Neufville pendant près de 140 ans. En 1717, le seigneur du château est François de Neufville. Il est possible qu'il ait été le dernier seigneur de Neufville à Châteauneuf.
Au moins dès 1735, le seigneur du château est un certain Eloy le Mercier. Mais très vite, en 1742, le seigneur du château change et est indiqué comme étant le marquis Claude Daniel de Boisdenemetz. Ce dernier, décédé en 1790, est cité comme seigneur du château jusqu'en 1775. La famille Daniel de Boisdenemetz tire son nom d'un bois d'Authevernes, une commune limitrophe de Château sur Epte et dont les Daniel de Boisdenemetz étaient seigneurs depuis 1216. Ce bois fut en effet nommé bois d'Annemetz puis bois de Nemetz, nom d'après lequel est nommé un château d'Authevernes construit au XVIIIe siècle. Les Daniel de Boisdenemetz sont ainsi des seigneurs locaux d'extraction chevaleresque, comme Claude Daniel de Boisdenemetz qui est chevalier, reçu comme écuyer de la Reine en 1733 puis Lieutenant-Général. Il est le dernier seigneur connu du Châteauneuf-sur-Epte.

### De château à ruine

#### Détérioration progressive du site
Comme ailleurs, n'étant plus nécessaire à partir du XVIe siècle, le démantèlement du château est finalement ordonné par le cardinal Mazarin en 1647,. Le donjon est coupé en deux, et une moitié est renversée par la sape. C'est au XVIIe siècle que le site prend véritablement le nom de Château-sur-Epte, nom qu'il garde jusqu'en 2015.

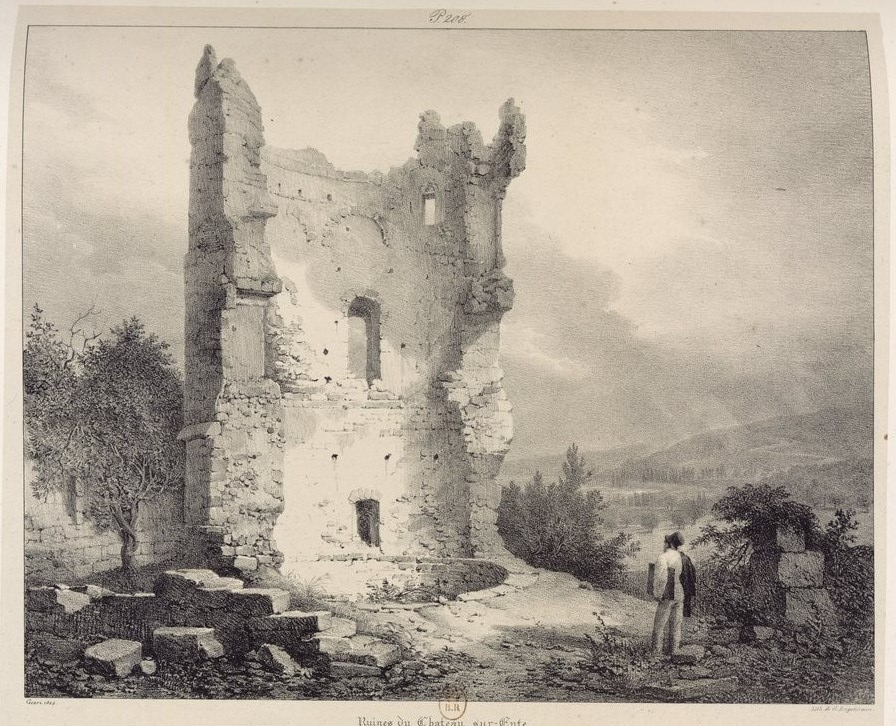
Cicéri, Ruines du Château sur-Epte, XIXe siècle.

Il est par la suite transformé en exploitation agricole. Le domaine est d'ailleurs mis en vente en 1856. L'annonce d'adjucation du « domaine de Château-sur-Epte », pour le samedi 28 juin 1856, offre quelques précisions sur le site. On y apprend que les bâtiments d'habitation et d'exploitation seraient en très bon état, « élevés sur les restes d'un ancien château-fort, entourés de fossés d'eau vive ». Le terrain était assorti d'environ 114 hectares de terres labourables et prés, de 42 hectares de bois d'un seul tenant, et d'une île créée par l'Epte.

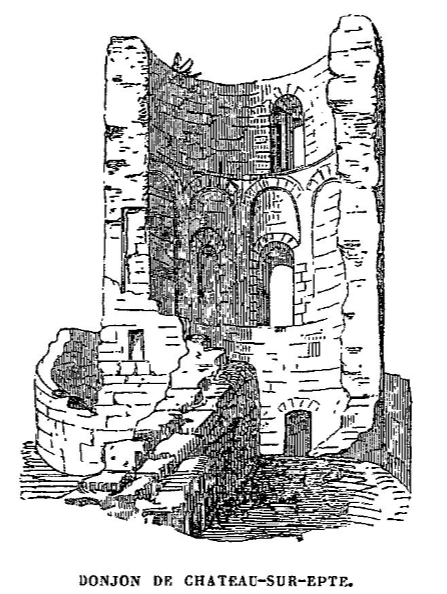
Le donjon en 1867.

Un texte datant de 1860 - 1861 décrit l'état du château :
« Le lierre assiège les murailles et en comble toutes les brèches des jets de sa végétation. Les longs bâtiments de la ferme se sont adossés au rempart d’enceinte du côté septentrional. Vis-à-vis, au sud de la cour, subsiste une seconde enceinte quadrangulaire entourée d’un fossé profond; c’est là qu’est retranché le château et qu’il se déploie avec ses vastes constructions, sa cour d’honneur, aujourd’hui plantée en jardin, sa chapelle et ses dépendances. Un couloir fortifié conduit au donjon, tour puissante et gigantesque faisant saillie au sud-ouest et assise sur une motte artificielle. Ce donjon, presque inexpugnable, conserve plusieurs étages voûtés, et on voit les restes de la chemise crénelée et munie de mâchicoulis qui le protégeait du côté de la campagne. ».
Une source de 1896 décrit la tour-porte ouest : « L'ogive et les contreforts de cette porte subsistent encore, ainsi que la partie qui servait au jeu de la herse, les entailles où venaient s'enclaver les membrures du pont-levis, et même les écussons accompagnés de leurs supports qui ornent chacun des contreforts. Dans les tenants des armoiries nous avons cru reconnaître des sirènes. Le léopard qui allonge sa patte vers l'écu est très bien conservé. ». La source décrit également le donjon comme mesurant 25 m de haut. Ce sont des détails qui ne subsistent plus aujourd'hui. 

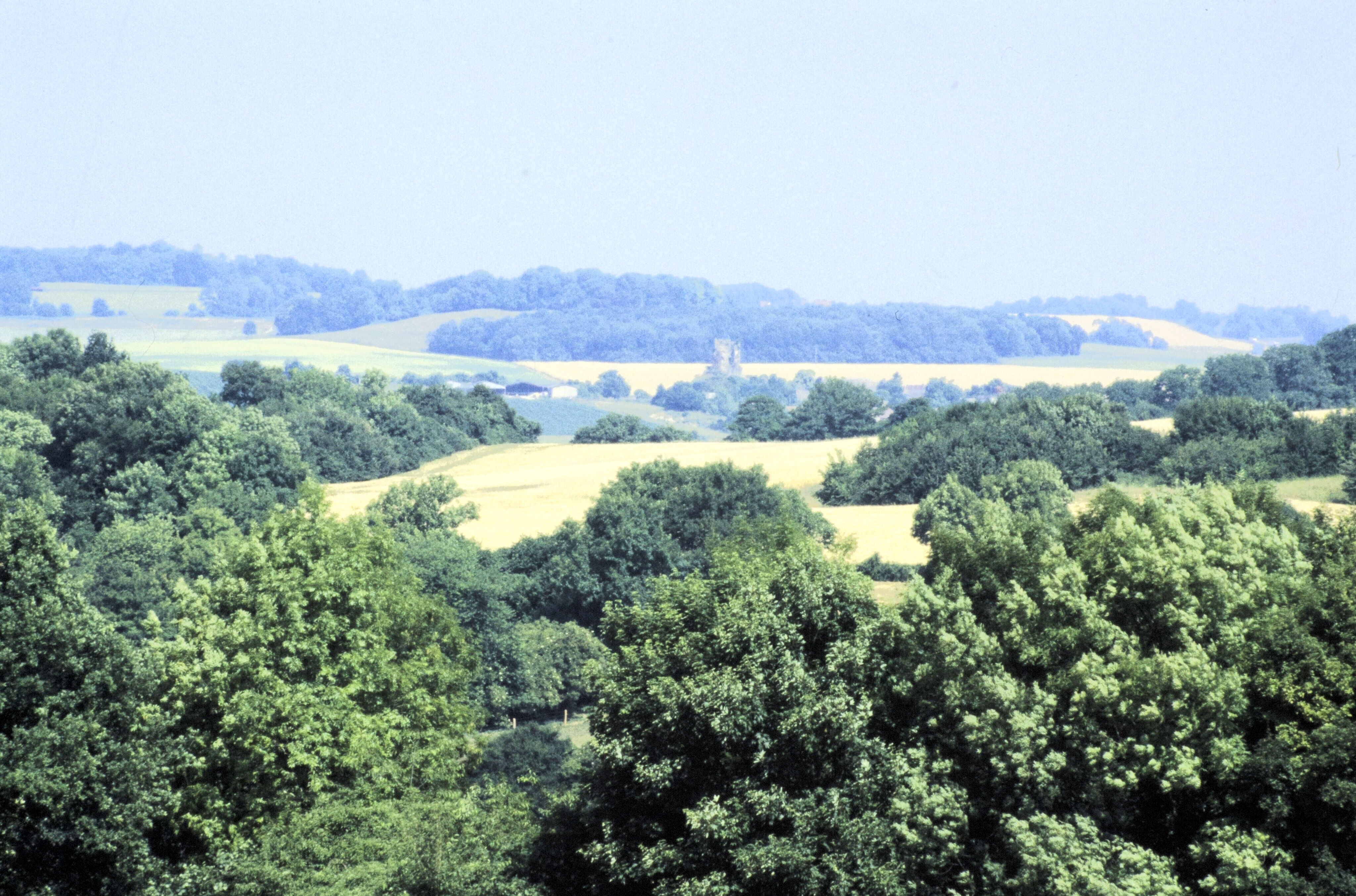
Vue du château dans le paysage du Vexin.
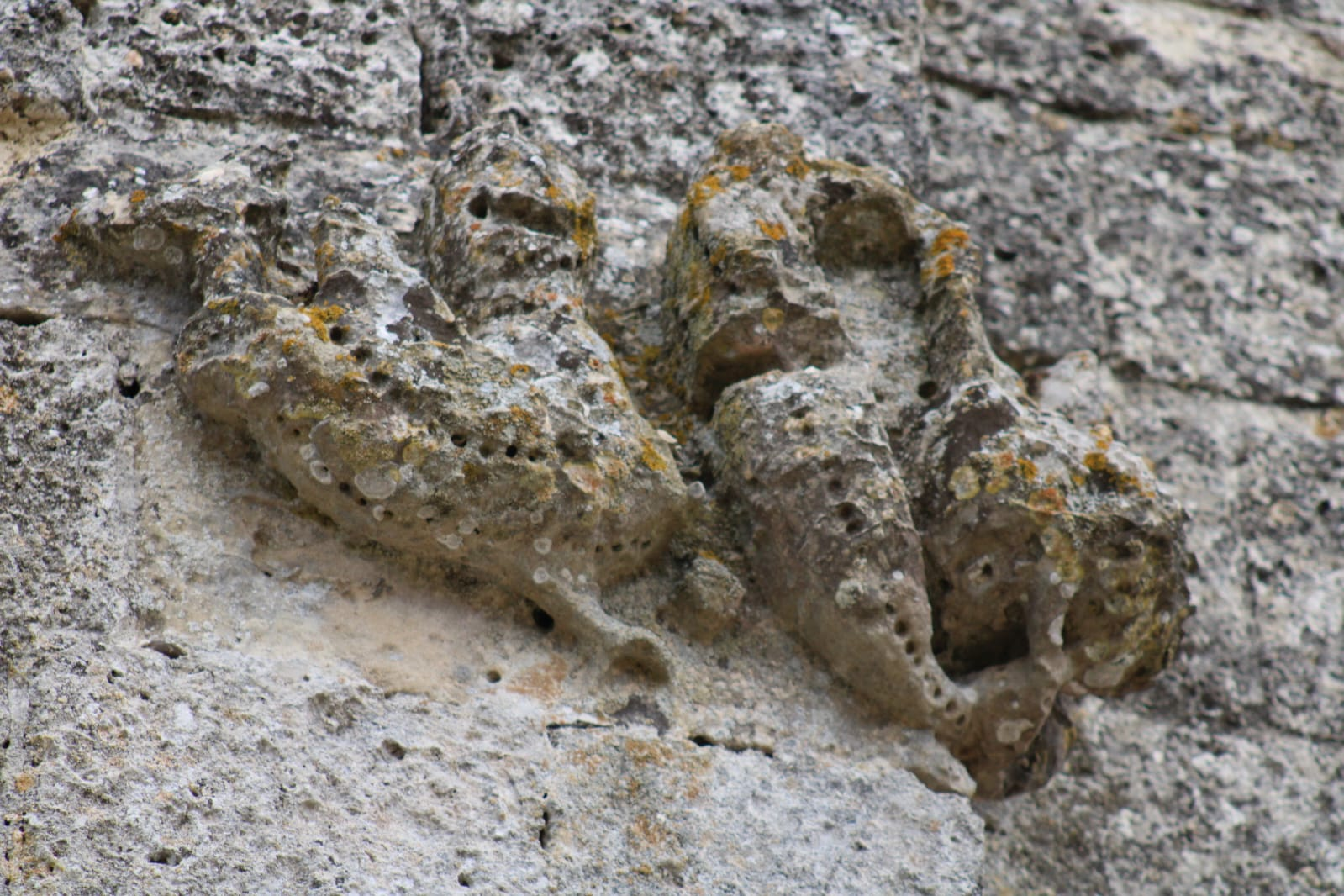
Détail d'un ornement en pierre de la tour-porte ouest.

### XXesiècle

#### Fêtes du millénaire normand
En 1911, la région célèbre le 1000e anniversaire de la fondation du duché de Normandie par le traité de Saint-Clair-sur-Epte en organisant les « fêtes du millénaire normand ». La ville de Rouen, par exemple, organise ses propres festivités : défilé historique avec chars et costumes, feu d'artifice, congrès, expositions, joutes nautiques...
Ces fêtes débutent le 28 mai 1911 à Saint-Clair-sur-Epte, en présence de 420 Normands venus de la région et de Paris ainsi que de plusieurs représentants et maires, dont celui de Château-sur-Epte, M. Hervé. Les évènements commencent par un discours et un banquet puis sont suivis par l'inauguration d'une plaque. Les évènements sont suivis par des journalistes venus de Suède, de Norvège et du Danemark.

La journée est clôturée par une excursion à Châteauneuf-sur-Epte, à laquelle se joignent pas moins de 1500 personnes. La société historique du Vexin indique que le propriétaire du château, Jean Méry de Bellegarde, y fait flotter un drapeau normand et l'aménage pour l'occasion. Le Journal de Rouen du 30 mai raconte la fin de journée :
« Elle a encore fort bon air cette ancienne place forte qui commandait alors à toute la vallée et défendait si bien le duché de Normandie ; ses murs d'enceinte avec leurs deux portes, ses fossés et les ruines de la vieille tour sur laquelle flottent pour la circonstance le drapeau de Rollon, ont un caractère imposant.
Elle offrait d'ailleurs pour cette journée de dimanche une promenade splendide qu'ont mise à profit les excursionnistes en nombre considérable venus assister aux fêtes de Bordeaux et de Saint-Clair. On évaluait, en effet, à plus de 1500 le nombre des personnes qui s'y sont rendues et dont beaucoup ont tenu à monter à la tour : ce fut un des gros éléments du succès de la journée.
Dans l'enceinte, un concert est donné par la musique d'Écos, qui s'est prodiguée toute la journée; puis, sur la demande de M. Hervé, maire de Château-sur-Epte, M. Louis Régnier, le savant archéologue bien connu, fait une causerie des plus intéressantes sur les origines et les développements de la forteresse. Il raconte quelques-uns des événements dont elle fut le théâtre. Bâtie en 1097 par Guillaume-le-Roux, elle cessa de paraître dans l'histoire vers 1418, pendant l'occupation anglaise.
Après cette causerie qui fut très applaudie, un nouveau concert a lieu au cours duquel on entendit la plupart de nos vieux airs normands toujours si populaires. Par ce temps splendide, personne n'était pressé de rentrer chez soi ; aussi la soirée, aux Bordeaux comme à Saint-Clair, fut-elle des plus animées.
Aux Bordeaux, les infatigables musiciens d'Écos donnent un dernier concert ; les fêtes foraines battent leur plein.

A Saint-Clair, les Normands de Paris banquètent à nouveau et un feu d'artifice clôture cette belle journée de fêtes dont on gardera longtemps le souvenir sur les bords de l'Epte. »

Série de cartes postales relatant l'excursion
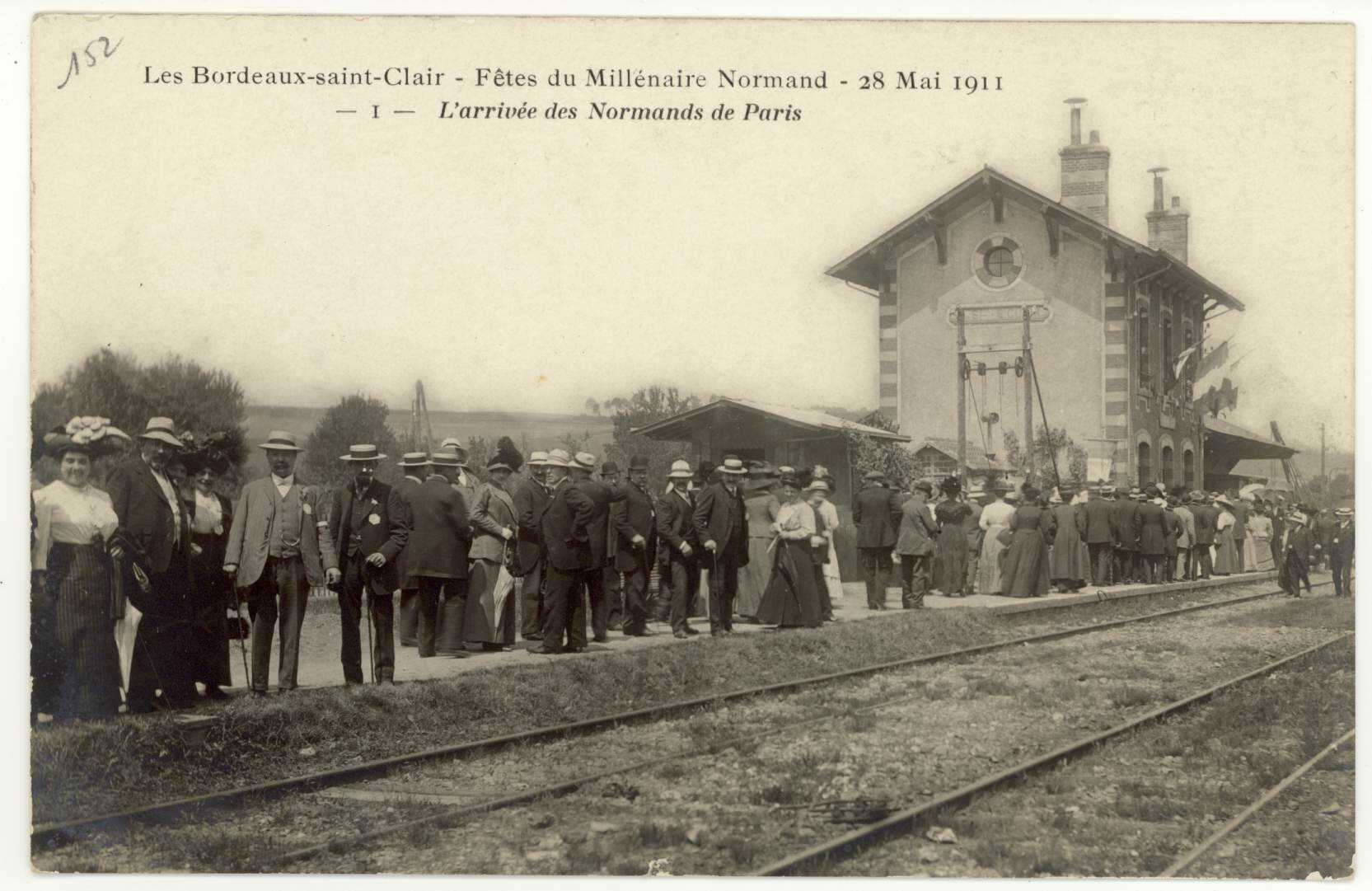
« L'arrivée des Normands de Paris »
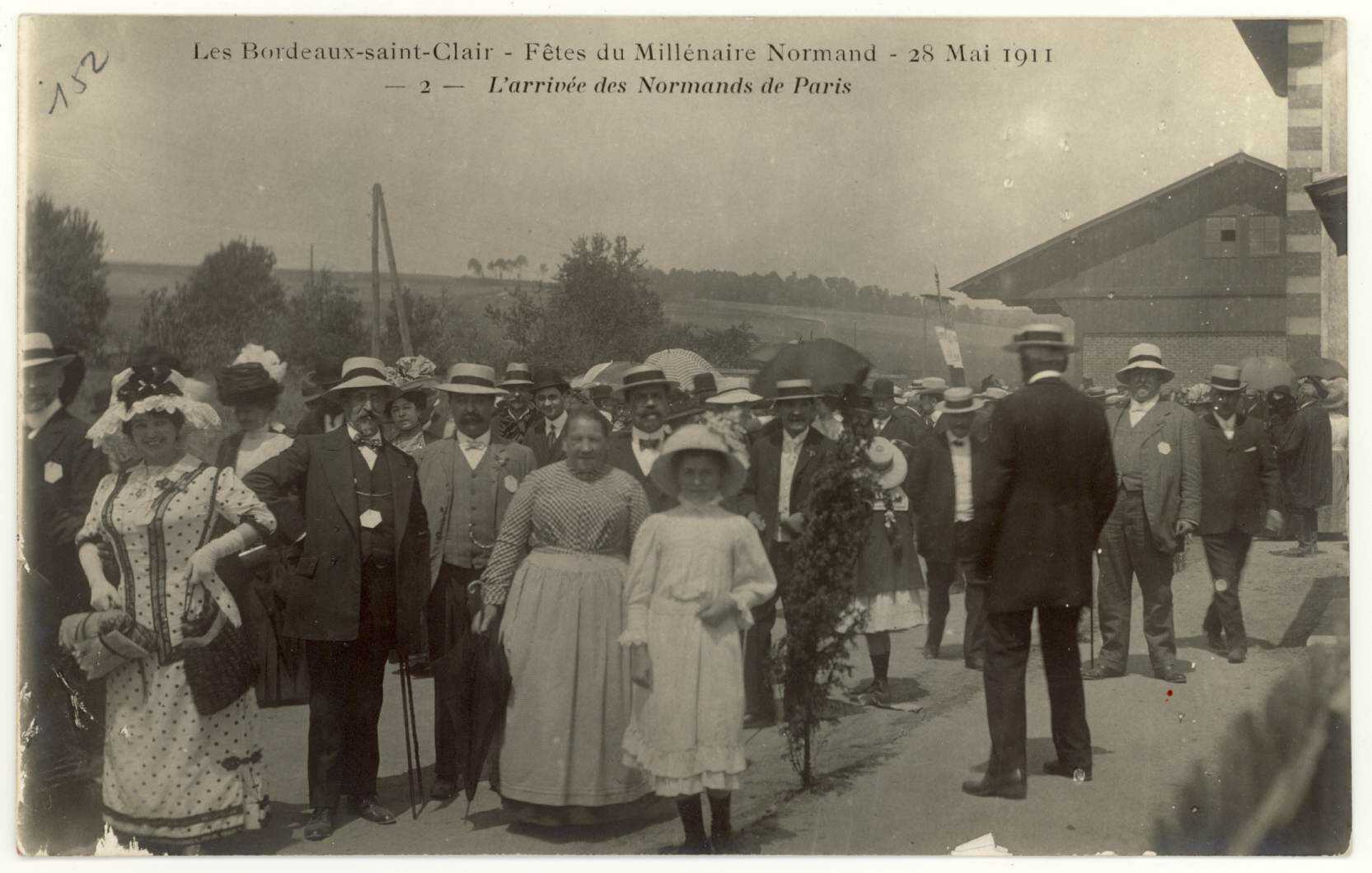
« L'arrivée des Normands de Paris »
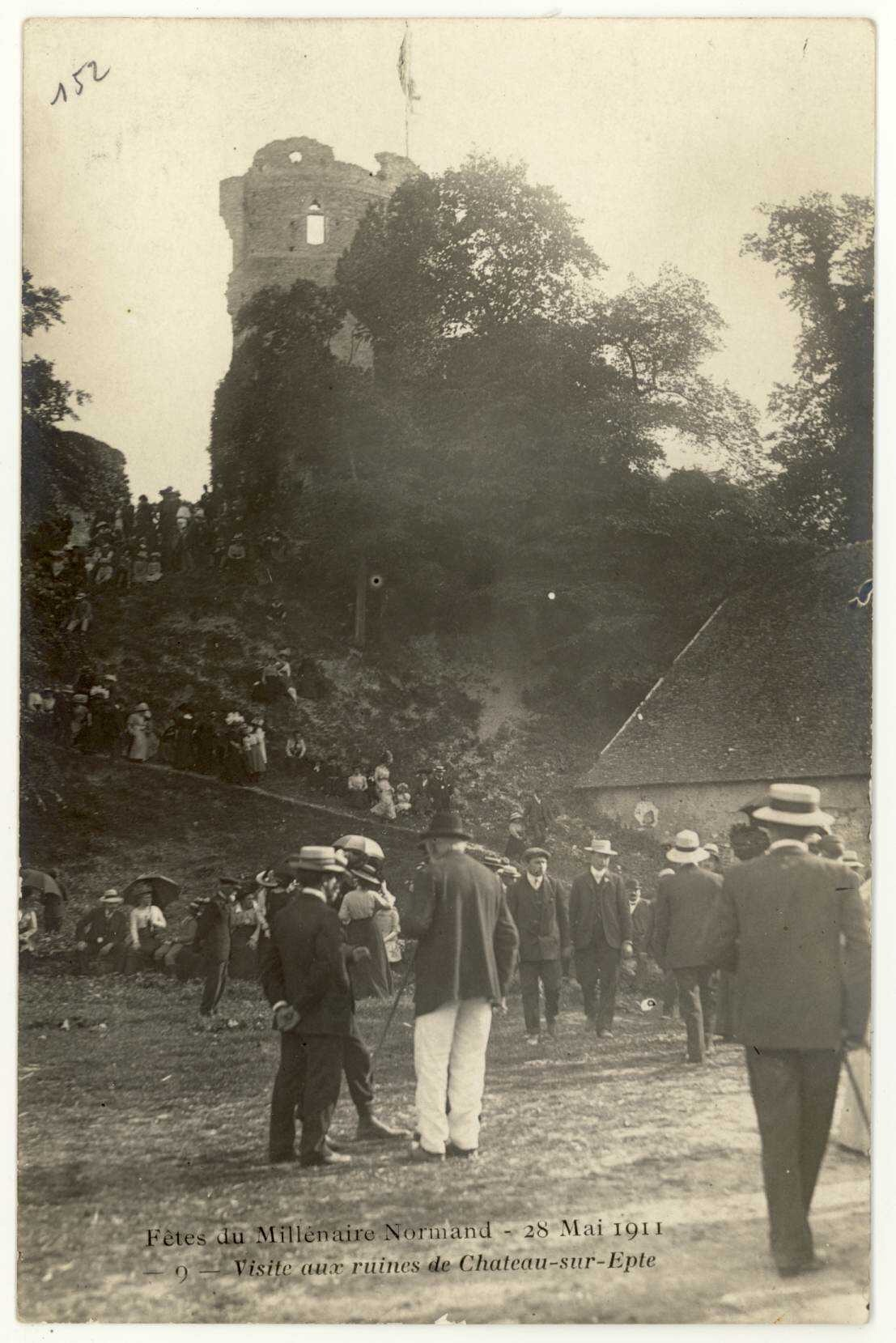
« Visites aux ruines de Château-sur-Epte »
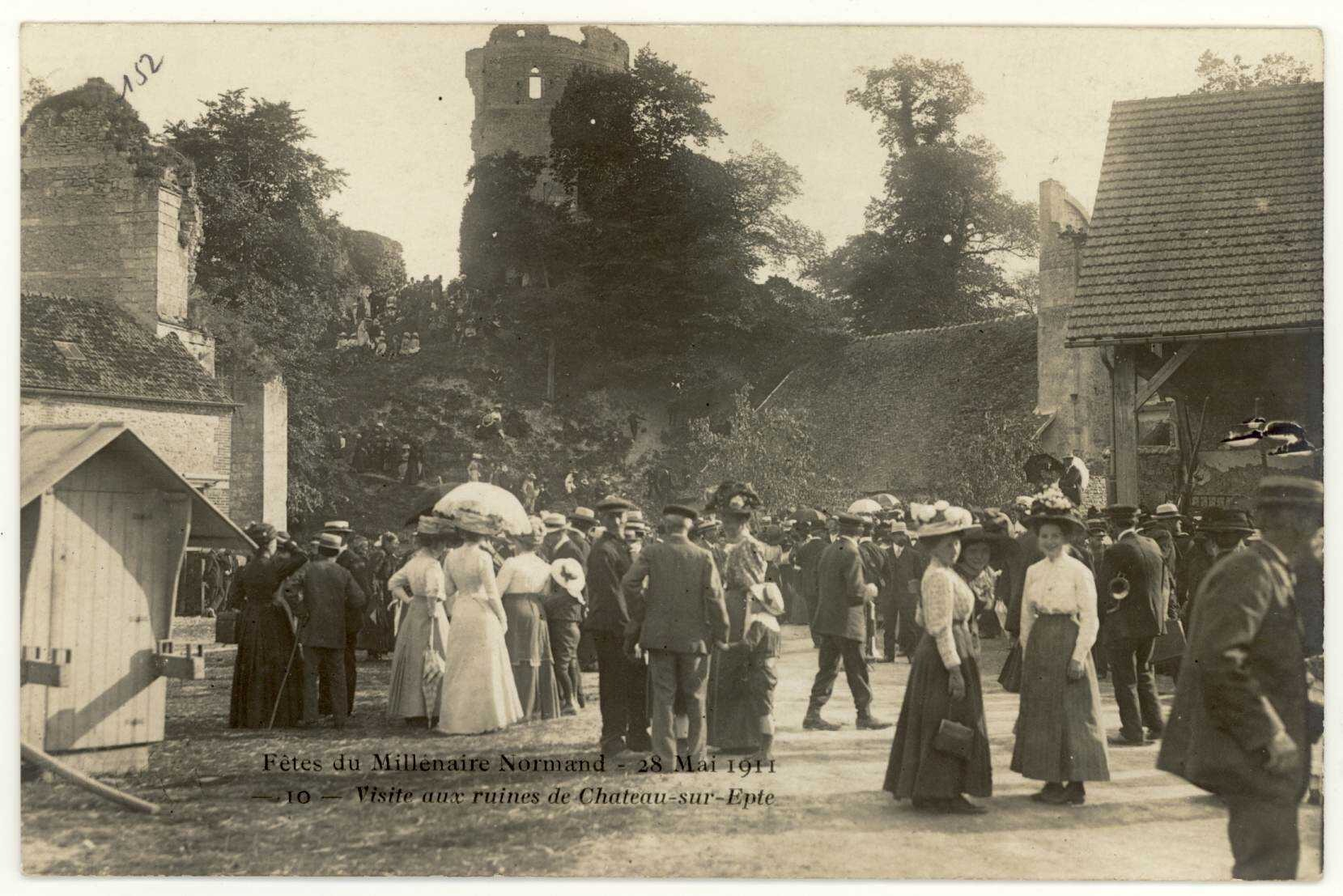
« Visites aux ruines de Château-sur-Epte »
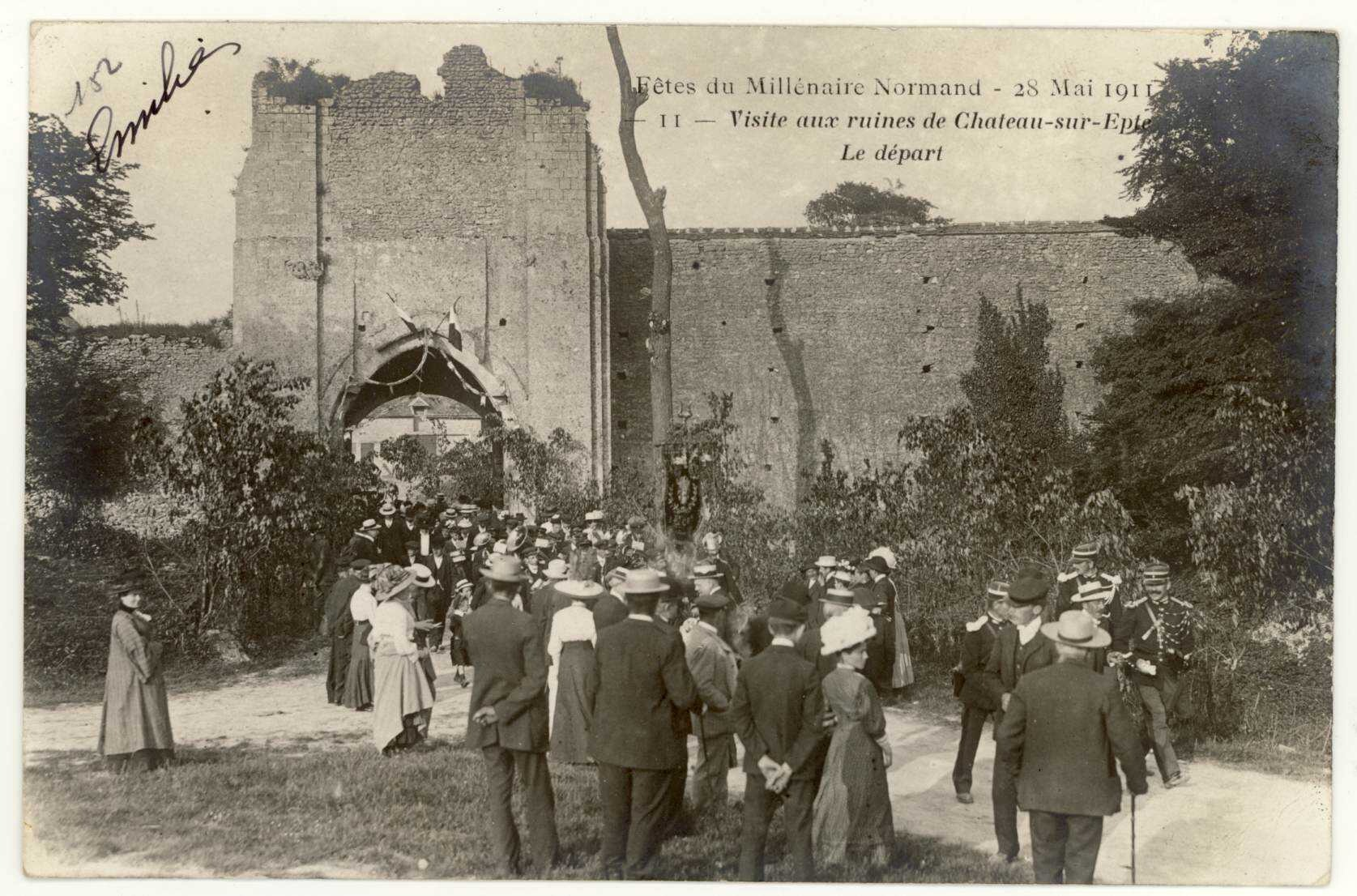
« Visites aux ruines de Château-sur-Epte, le départ »

En 1933, le château était la propriété d'un certain M. Henri Personne, ingénieur.

#### Seconde Guerre Mondiale
Pendant la Seconde Guerre Mondiale, entre 1941 et 1944, le château est utilisé par les Allemands qui y installent un poste de transmission doté d'une grande antenne émettrice. Une garnison reste dans le village et côtoie les habitants. Entre le 10 et le 30 mars 1941, le soldat allemand Helmut Linder, technicien radio dans le 56e Nachrichten Regiment, prend une série de sept photographies du château occupé. On y voit notamment, dans un abri en face du château, un camion Krupp L3H163 servant aux transmissions radio.

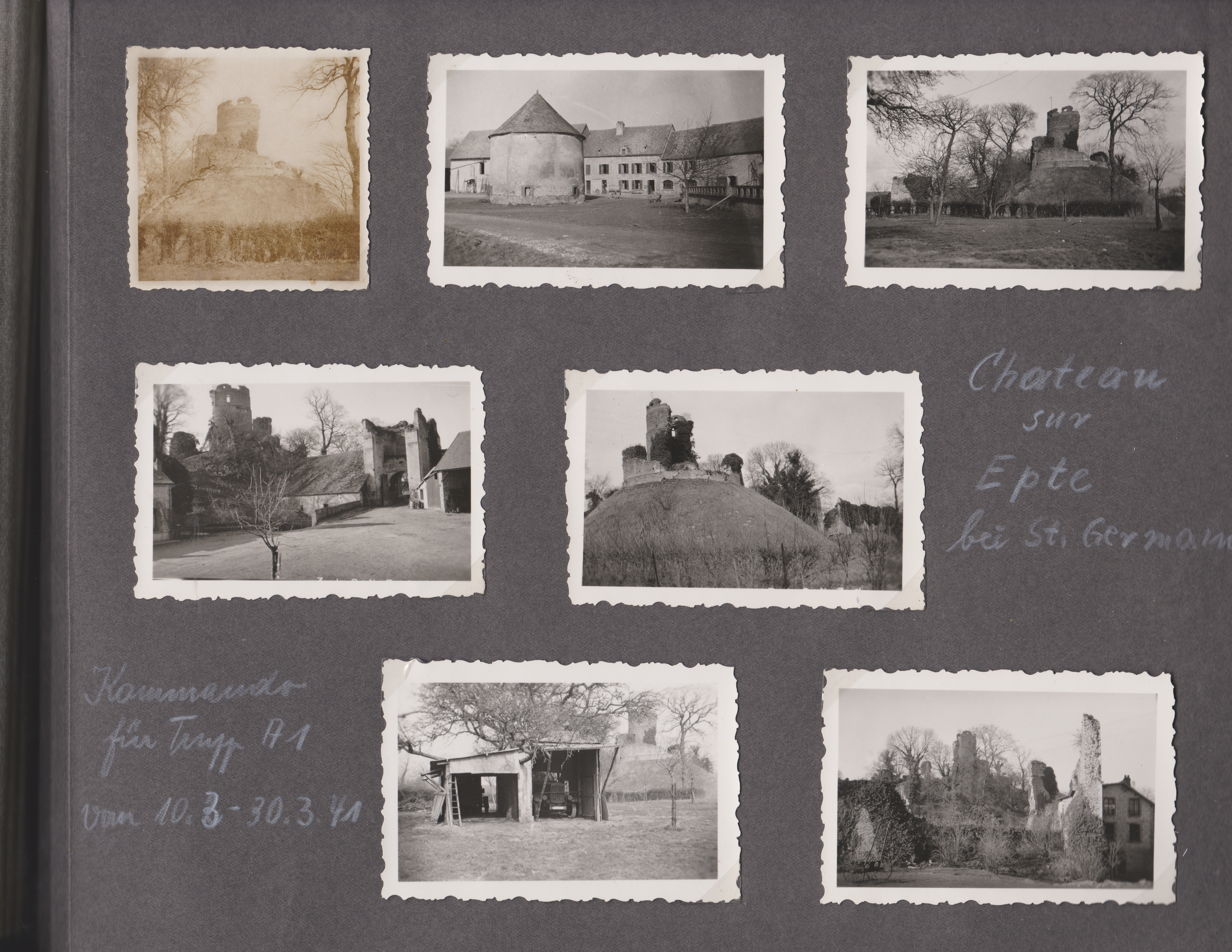
La page dédié au château dans l'album de Linder.
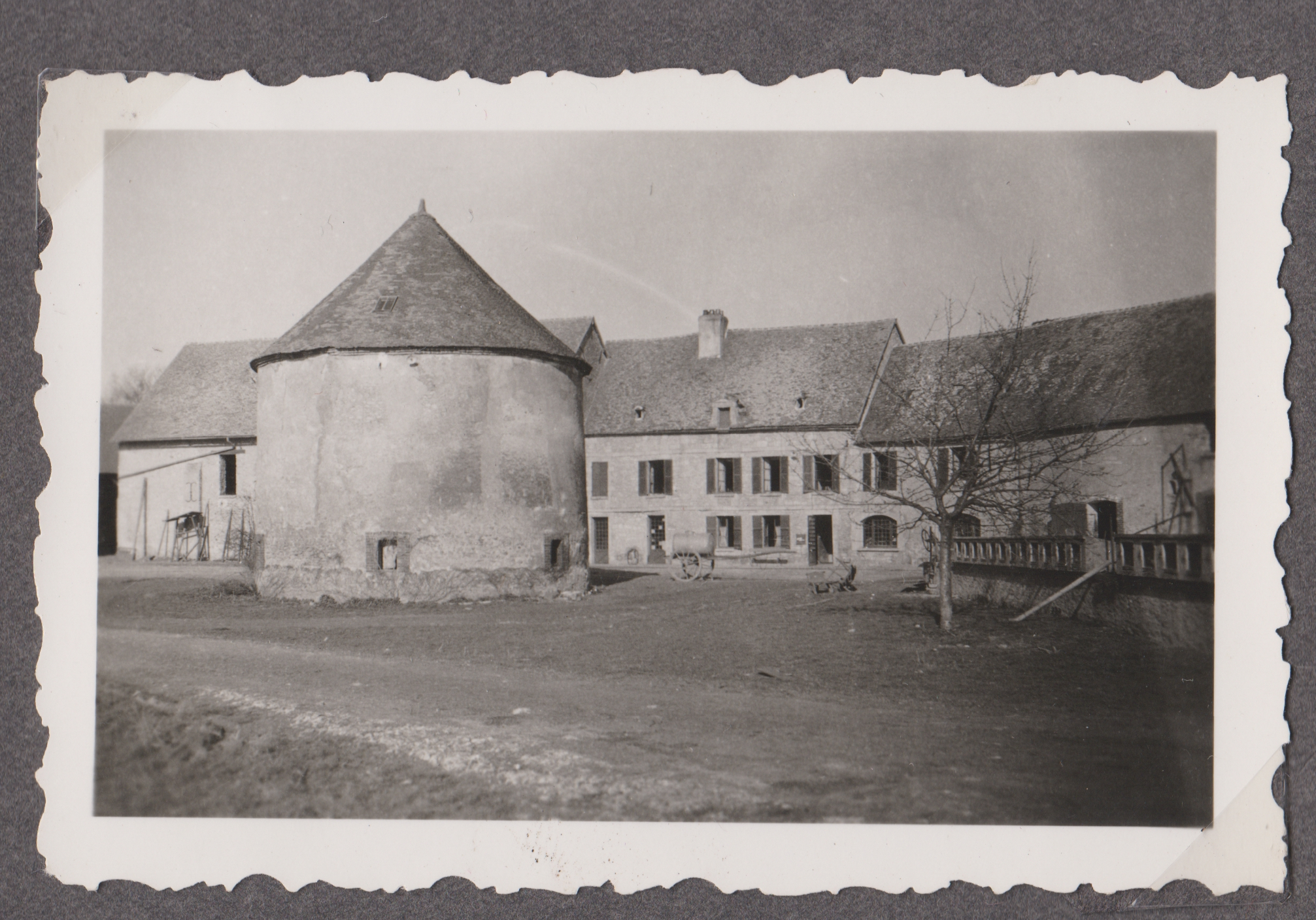
Basse-cour : le pigeonnier et les communs à l'arrière-plan.
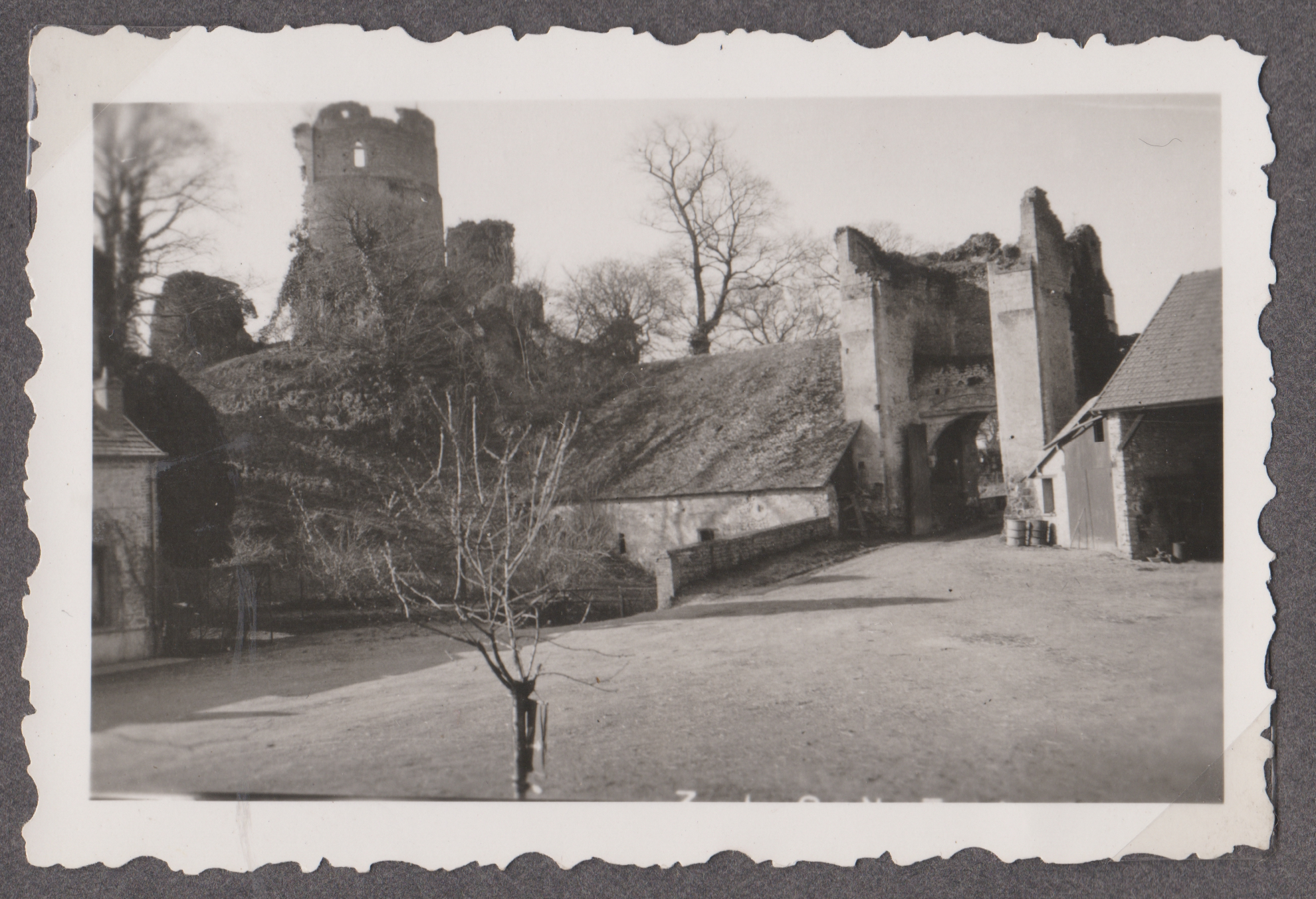
Basse-cour : vue sur le donjon, la tour-porte ouest et la maison (à gauche).
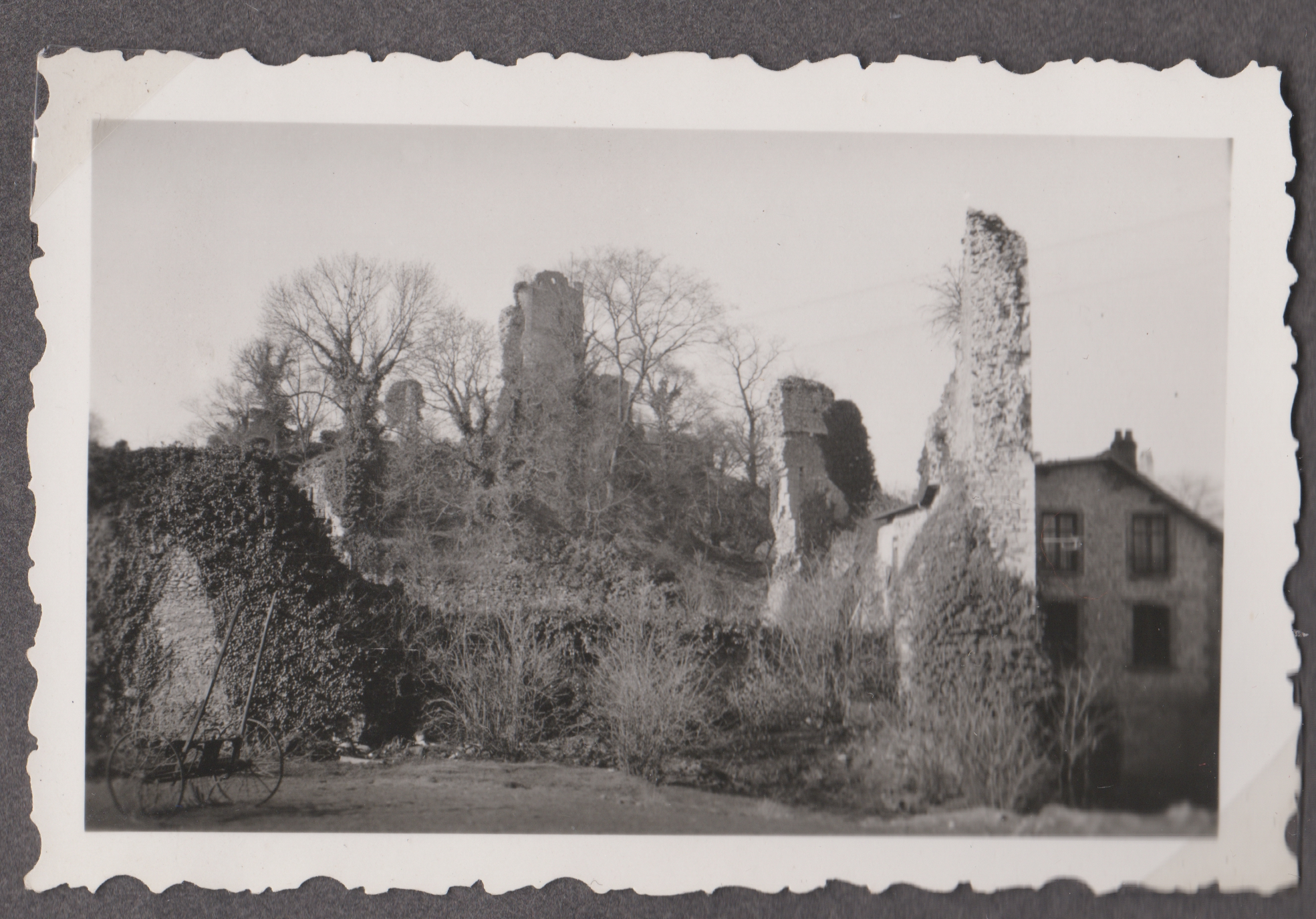
Basse-cour : vue sur la cour noble, le donjon et la maison (à droite).
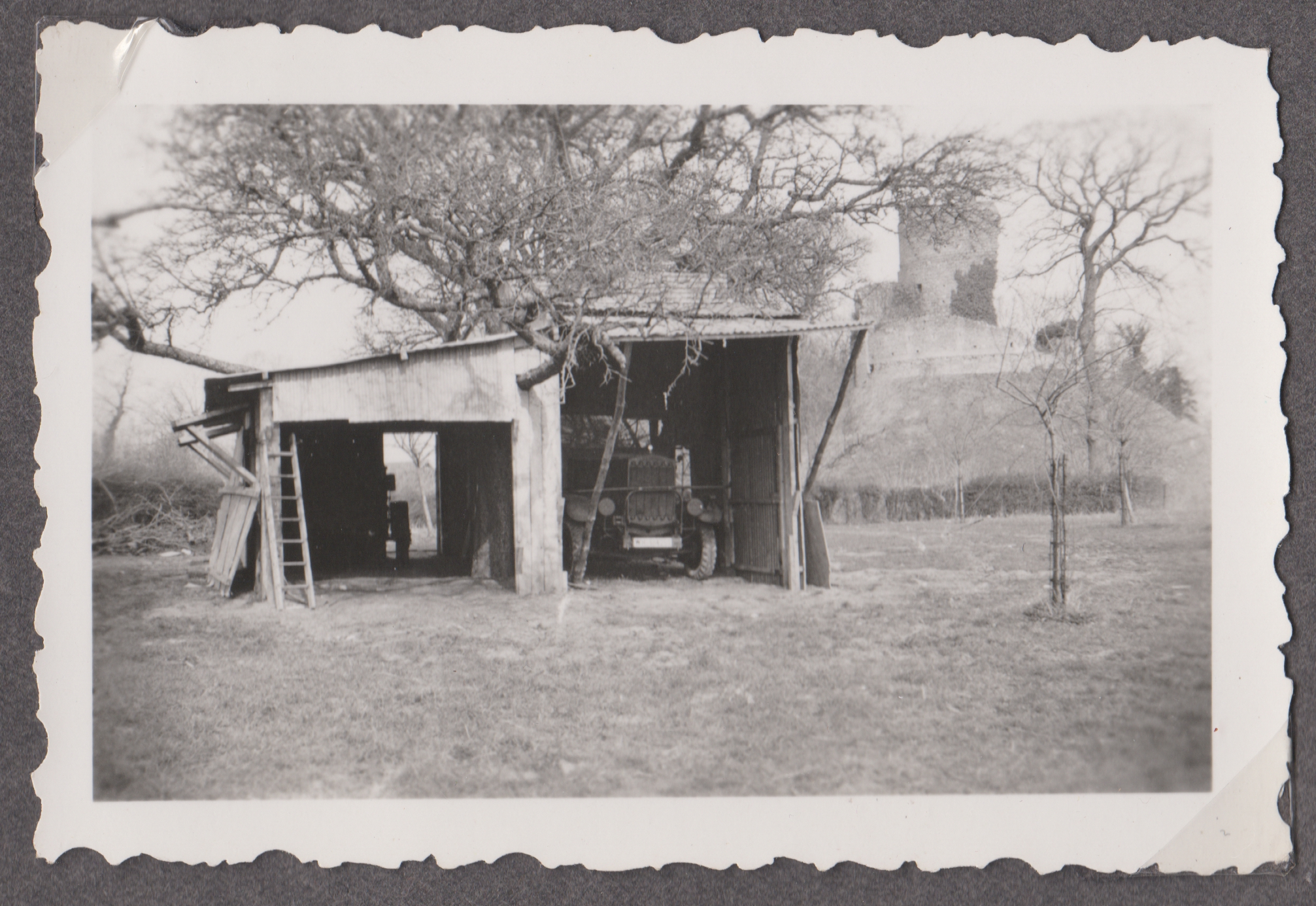
Van radio Krupp L3H163 dans un abri devant le château.

En 1944, pendant quelques jours, le château est occupé par le poste de commandement de la 49e division d'infanterie de la Wehrmacht (dirigée par le général Macholz). À la toute fin du mois d'août, les troupes du lieutenant Brian Horrocks (XXXe corps britannique) entament la reconquête du Vexin Normand. Se dirigeant vers Gisors, les troupes britanniques passent par Château-sur-Epte le 29 août avant d'arriver à Dangu le soir même. Jean-Michel Prosurka, le fils d'un habitant du village, raconte : « En allant chercher du pain à Berthenonville, Wladimir Prosurka se fait attraper par une patrouille allemande, on lui fait comprendre de dégager vite-fait ! De retour au château-fort, peu de temps après une jeep de reconnaissance apparaît ; un lieutenant portant de belles moustaches blondes parlant bien français lui lance : « où sont les Fritz ? ». Wladimir leur indique le bois de la Motte en direction d'Authevernes. ».

#### Seconde moitié duXXesiècleet abandon du site
En 1974, un incendie ravage une grande partie des communs et du logis et laisse de nombreux bâtiments fragilisés et en mauvais état. En 1978, une partie des fossés sont remblayés et, en janvier 2001, la section nord de la chemise de défense s'effondre.
Châteauneuf-sur-Epte est définitivement abandonné en 2005.

### Protection
L'initiative d'une première protection au titre des monuments historiques vise les restes du château. Mais l'arrêté du 17 avril 1926 est annulé. Le 5 février 1934, les ruines sont inscrites par arrêté en tant que site naturel. La vallée de l'Epte a par arrêté été déclarée site classé le 20 janvier 1982.